# Super W 2019
El Super W 2019 fue la segunda edición del torneo profesional de rugby femenino de Australia.

## Sistema de disputa
Cada equipo disputó sus encuentros frente a cada uno de los rivales a una sola vuelta, posteriormente los tres mejores equipos clasificaron a la postemporada.
Puntuación
Para ordenar a los equipos en la tabla de posiciones se los puntuará según los resultados obtenidos.
- 4 puntos por victoria.
- 2 puntos por empate.
- 0 puntos por derrota.
- 1 punto bonus por ganar haciendo 3 o más tries que el rival.
- 1 punto bonus por perder por siete o menos puntos de diferencia.

## Desarrollo

### Fase regular
| Pos. | Equipo                   | Encuentros | Encuentros | Encuentros | Encuentros | Tantos | Tantos | Tantos | PB | Puntos |
| Pos. | Equipo                   | PJ         | PG         | PE         | PP         | F      | C      | Dif    | PB | Puntos |
| ---- | ------------------------ | ---------- | ---------- | ---------- | ---------- | ------ | ------ | ------ | -- | ------ |
| 1.º  | New South Wales Waratahs | 4          | 4          | 0          | 0          | 138    | 24     | +114   | 3  | 19     |
| 2.º  | Queensland Reds          | 4          | 3          | 0          | 1          | 164    | 18     | +146   | 3  | 15     |
| 3.º  | ACT Brumbies             | 4          | 2          | 0          | 2          | 86     | 50     | +36    | 1  | 9      |
| 4.º  | RugbyWA                  | 4          | 1          | 0          | 3          | 53     | 86     | -33    | 1  | 6      |
| 5.º  | Melbourne Rebels         | 4          | 0          | 0          | 4          | 22     | 285    | -263   | 0  | 0      |

|  | Clasificados a postemporada. |

### Semifinal
| 31 de marzo | Queensland Reds | 39 - 10 | ACT Brumbies |  |  |

### Final
| 7 de abril | New South Wales Waratahs | 8 - 5 | Queensland Reds |  |  |

| Bandera de Australia             |
| Campeón New South Wales Waratahs |
| Segundo título                   |